# Ruychrocklaan 221
Het huis aan de Ruychrocklaan 221 te Den Haag, ook wel bekend als het Huis op de bunker, is een rijksmonument en een voorbeeld van een bunkerwoning. Het werd gebouwd op de fundamenten en andere delen van een voormalige bunker uit de Tweede Wereldoorlog. De bunker was onderdeel van een groter complex dat verbonden was aan het landgoed Clingendael, destijds het hoofdkwartier van Rijkscommissaris Arthur Seyss-Inquart.
Het huis werd begin jaren 50 van de twintigste eeuw opgetrokken naar een ontwerp van de Nederlandse architect Romke de Vries. Een gedeelte van de bunker, de keuken, is thans als garage in gebruik. Vanwege de dikte van het dak van de bunker, zo'n 2,5 meter beton, is gekozen voor een buitentrap om de eigenlijke woonverdieping te bereiken. Mede vanwege "de inventiviteit waarmee de bunker in het ontwerp is geïntegreerd" is het gebouw in 2007 onder nummer 530871 opgenomen in het Rijksmonumentenregister.